# Min Aung Hlaing
Min Aung Hlaing (tiếng Miến Điện: မင်းအောင်လှိုင်; phát âm [mɪ́ɰ̃ àʊɰ̃ l̥àɪɰ̃]; sinh ngày 3 tháng 7 năm 1956) là một tướng lục quân Myanmar hiện đang nắm giữ chức vụ Thủ tướng Myanmar kiêm Tổng tư lệnh các lực lượng vũ trang Myanmar. Ông đã nắm quyền lực lãnh đạo nhà nước sau cuộc đảo chính Myanmar 2021.
Ông đảm nhận chức vụ Tư lệnh các lực lượng vũ trang vào ngày 30 tháng 3 năm 2011. Ông cũng là thành viên của Hội đồng Quốc phòng và An ninh do Chủ tịch của Myanmar. Ông trước đây là Tham mưu trưởng Liên quân của Bộ quốc phòng Myanmar, và đã được thăng hàm Phó thống tướng đầu năm 2011 và hàm Thống tướng vào tháng 3 năm 2013. Ngày 5 tháng 11 năm 2020, Tatmadaw tuyên bố Thống tướng Min Aung Hlaing có hàm tương đương với Phó tổng thống Myanmar.

## Tiểu sử
Min Aung Hlaing sinh ngày 3 tháng 7 năm 1956 tại Tavoy (nay là thành phố Dawei), Myanmar. Cha của ông - Thaung Hlaing, là kỹ sư xây dựng, từng làm việc tại Bộ Xây dựng Myanmar. Min Aung Hlaing theo học và nghiên cứu luật tại Đại học Khoa học và Nghệ thuật Rangoon từ năm 1972 đến năm 1973. Sau đó theo học  Học viện Quốc phòng năm 1974. Tháng 12 năm 1977, ông tốt nghiệp Học viện Quốc phòng Myanmar và được phong quân hàm Thiếu úy. Sau khi tốt nghiệp, Min Aung Hlaing tiếp tục đảm nhiệm các vị trí chỉ huy ở bang Mon và năm 2002, ông giữ chức chỉ huy của Bộ chỉ huy vùng Tam giác Vàng ở bang Đông Shan và là nhân vật trung tâm trong các cuộc đàm phán với các nhóm nổi dậy. Min Aung Hlaing trở nên nổi tiếng vào năm 2009 sau khi lãnh đạo một cuộc tấn công chống lại nhóm nổi dậy mang tên Quân đội Liên minh Dân chủ Dân tộc Myanmar, nhóm nổi dậy chính tại khu vực Kokang thuộc bang Shan.
Tháng 6 năm 2010, Min Aung Hlaing thay thế Tướng Shwe Mann làm Tham mưu trưởng lực lượng Lục quân, Hải quân và Không quân. Ngày 30 tháng 3 năm 2011, ông trở thành Tổng tư lệnh các Lực lượng Vũ trang Myanmar, thay thế Than Shwe.